# Виноградов Іван Андрійович
Іван Андрійович Виноградов (3 лютого 1928 — 4 квітня 2017) — ветеран праці Київського метрополітену, який працював у ньому з моменту відкриття підприємства протягом 47 років — з 1960-го до 2007-го року, перший машиніст, що відкрив рух поїздів Київської підземки, Почесний громадянин міста Києва (2012).

## Біографія
Після закінчення технікуму в Ленінграді у 1950 році Іван Виноградов приїхав до Києва на стажування в мотор-вагонному депо «Київ-Пасажирський». Спочатку працював слюсарем, потім був машиністом електропоїздів на Південно-Західній залізниці, де пропрацював до 1960 року. Звідти він був направлений на курси машиністів метрополітену у Московську технічну школу. Після її закінчення, він отримав посвідчення машиніста Київського метрополітену першого класу № 1 від 22 серпня 1960 року. Саме його призначили машиністом поїздної бригади, яка вела перший поїзд з пасажирами в день відкриття Київського метрополітену 6 листопада 1960 року.
Також Іван Виноградов проводив обкатку першого поїзда, коли у 1965 році відкрився міст Метро.
Працюючи машиністом-інструктором, Іван Андрійович паралельно навчався в Дніпропетровському інституті інженерів залізничного транспорту, який закінчив в 1967 році.
З 1976 року працював на посаді головного інженера електродепо «Дарниця». Коли того року відкривали Оболонсько-Теремківську лінію, повести перший поїзд доручили теж Івану Виноградову, хоча на той час він вже не працював машиністом. З 1982 по 1986 рік обіймав посаду начальника служби рухомого складу електродепо.
Після виходу на пенсію працював майстром виробничого навчання.
4 квітня 2017 року у віці 89 років помер у Києві.

## Нагороди і звання
- «Почесний залізничник»
- «Почесний працівник метрополітену»
- «Заслужений працівник транспорту України»
- Почесний громадянин міста Києва